# Елеонора Австрийска (1582 – 1620)
Вижте пояснителната страница за други личности с името Елеонора Австрийска.
Елеонора Австрийска (на немски: Eleonore von Österreich, * 25 септември 1582, Грац, † 28 януари 1620, Хал ин Тирол) от фамилията Хабсбурги, е ерцхерцогиня на Австрия.

## Биография
Тя е дъщеря на ерцхерцог Карл Франц II от Австрия-Щирия (1540 – 1590) и съпругата му Мария Анна Баварска (1551 – 1608), дъщеря на баварския херцог Албрехт V. Внучка е на император Фердинанд I и сестра на император Фердинанд II.
Елеонора е интелигентна, но боледува като дете от едра шарка и има прочутата долна устна на Хабсбургите.
През 1596 г. пристига адмиралът на Арагония в Грац и взема портретите на Елеонора и нейните сестри Грегория Максимилиана и Маргарета. Елеонора не е избрана за годеница на бъдещия испански крал Филип III. За Елеонора няма други планове за женитба.
През 1607 г., заедно със сестра си Мария Христина, която след нещастен брак се връща в двора на Виена, Елеонора влиза като благородничка в дамския манастир в Хал ин Тирол (Haller Damenstift). Двете благороднички донасят 100 000 гулдена като духовна зестра.
Елеонора е болнава и накрая ослепява. Тя е погребана в йезуитската църква в Хал (Haller Jesuitenkirche).